# Hoofdwacht (Maastricht)
De Hoofdwacht is een voormalig militair gebouw aan het Vrijthof in de Nederlandse stad Maastricht. Vroeger was dit het hoofdkwartier van de garnizoenscommandant. Verder waren hier de krijgsraadkamer, de officierswacht en de soldatenwacht gevestigd.

## Geschiedenis
De Hoofdwacht werd gebouwd in 1736 naar plannen van Hendrik Jacob Giehr, ter vervanging van een oudere wacht uit 1642. In 1739 was dit gebouw klaar, maar al snel later werd duidelijk dat het een zeer slechte fundering had, waardoor de gevels scheurden. Daardoor werd in 1773 een verbouwing gedaan tot het huidige gebouw. Het is een neoclassicistisch gebouw gemaakt van Naamse steen, een steen zeer herkenbaar voor de regio (uit Namen). Wat bijzonder is voor een neoclassicistisch gebouw is de inpandige galerij.
De Hoofdwacht was het gebouw waar de belangrijkste mensen van de stadswacht en het leger huisden. Zij hadden de verantwoordelijkheid om de sleutels van de stadspoorten en andere vestigingen te bewaken. De stadswacht werd van hieruit uitgezonden naar de stadspoorten en het heeft dan ook een centrale ligging in de stad. Ook was er in de Hoofdwacht een militaire delegatie aanwezig, met munitie en kanonnen, die moest zorgen voor een snelle respons bij naderend onheil. Voor de Hoofdwacht werd dagelijks wacht gehouden door de stadswacht. Op het Vrijthof, direct bij de Hoofdwacht gelegen, werden militaire exercities en inspecties gehouden. Ook werden hier de lijfstraffen bij militairen uitgevoerd, die waren opgelegd door de stadscommandant. Voor deze lijfstraffen stond standaard een strafpaard naast de Hoofdwacht.
Maastricht was strategisch gelegen langs noord-zuidroute door de Maasvallei die vaak door legers gebruikt werd. Dit maakte Maastricht een vesting- en garnizoensstad. Dit leidde er ook toe dat de stad verschillende belegeringen meemaakte, waarbij zowel Franse, Spaanse als Noordelijk Nederlandse legers de stad aandeden. De Hoofdwacht was in die tijden het commandocentrum van de legers die in Maastricht huisden.

## Huidige tijd
Vanaf 1967 hield de Regimentscommandant van het Regiment Limburgse Jagers huis in de Hoofdwacht. Echter, op 9 maart 2006 verliet dit regiment, en daarmee de laatste militairen, Maastricht. Voor de Hoofdwacht was geen nieuwe bestemming voorhanden vanuit Defensie. Daarom heeft Defensie het gebouw verkocht aan de Gemeente Maastricht voor € 1.040.000. Burgemeester Gerd Leers kreeg uit handen van staatssecretaris Cees van der Knaap een oude sleutel overgedragen om zo symbolisch afstand te doen van het militaire verleden van Maastricht. De voorwaarde van verkoop vanuit Defensie was dat het gebouw een publieke functie kreeg. De gemeente Maastricht gebruikt de ruimte nu vooral als een tentoonstellingsruimte, en sinds 2016 is de Hoofdwacht ook te gebruiken als trouwlocatie.

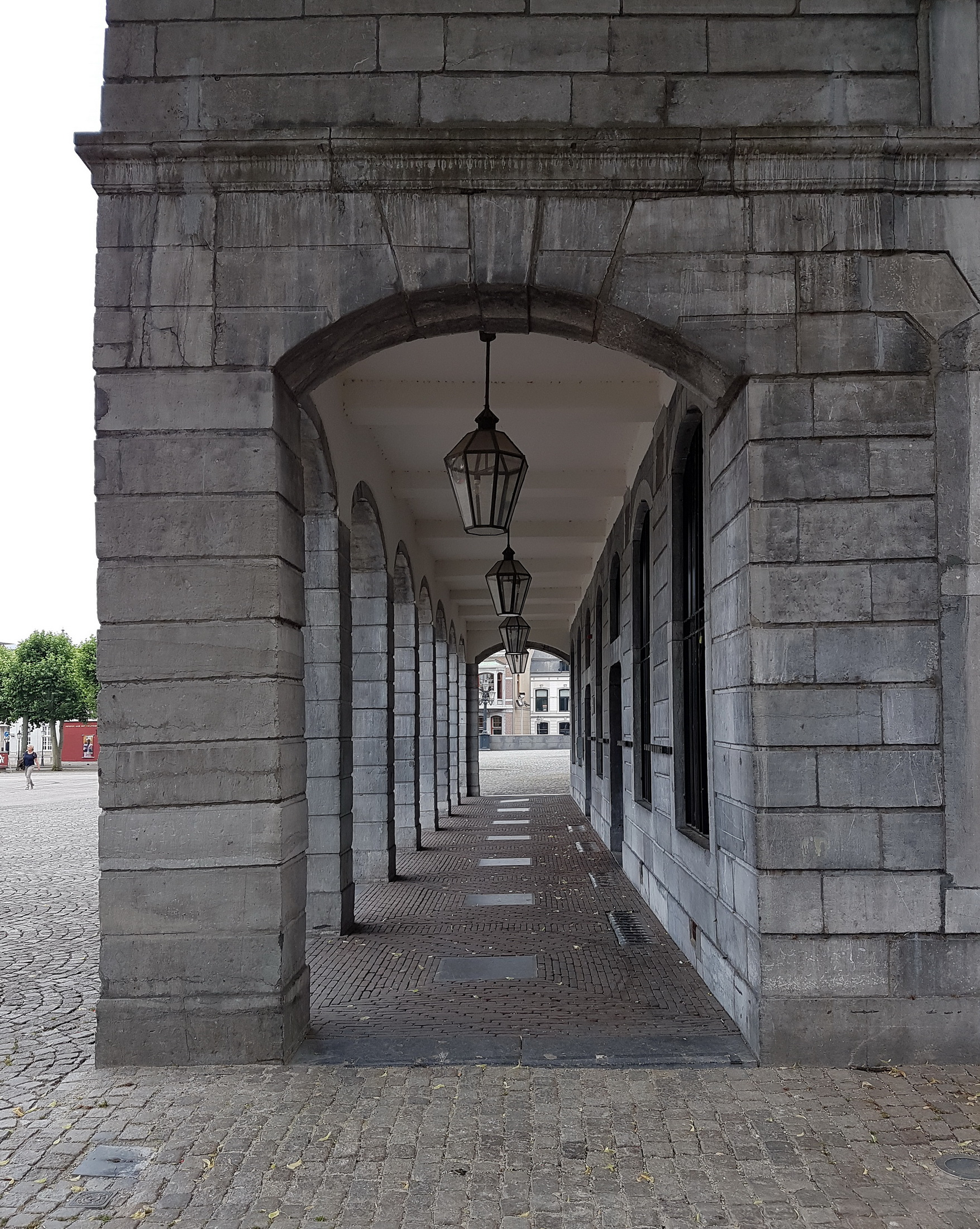
De galerij
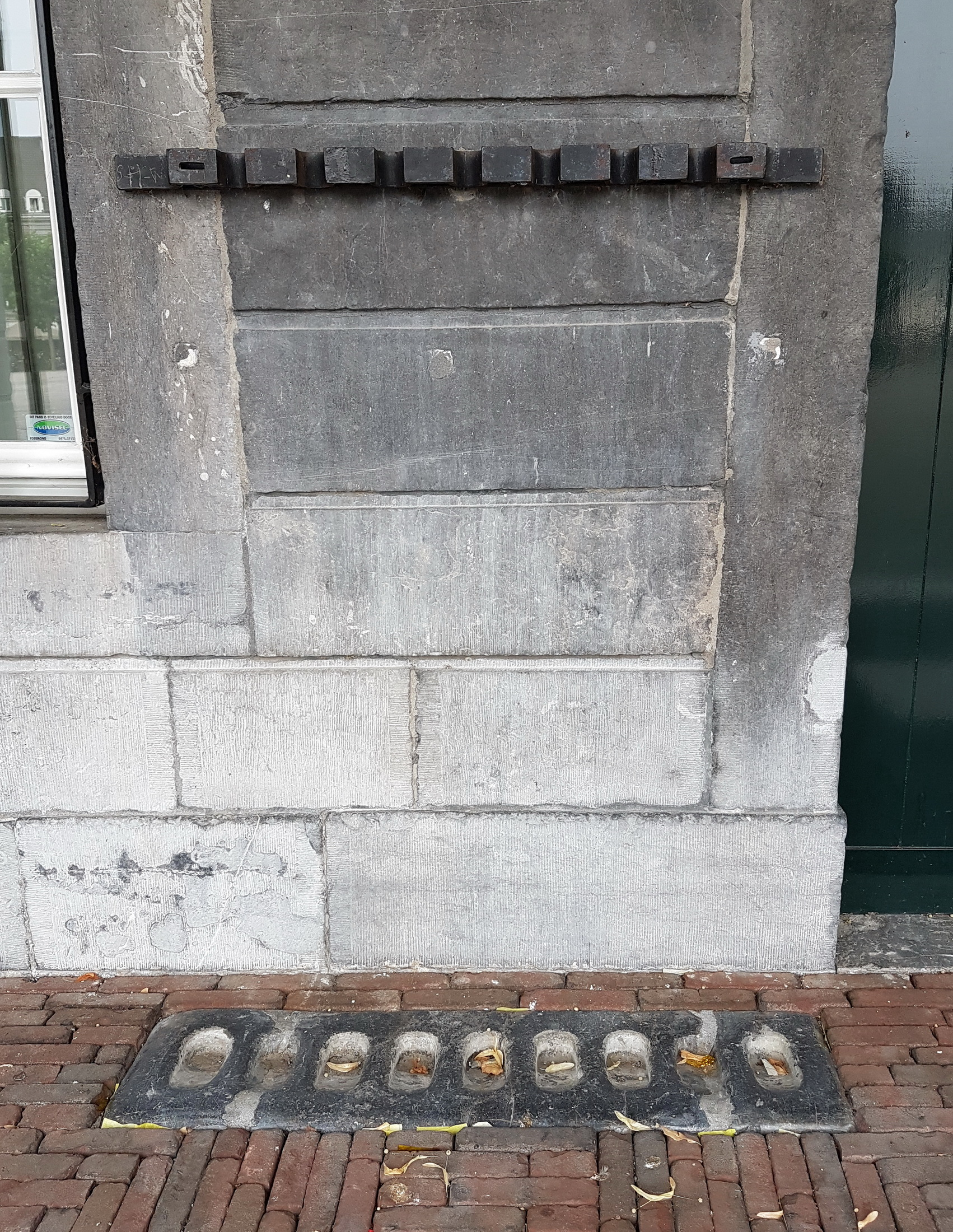
Detail galerij. Hier werden de geweren in gezet
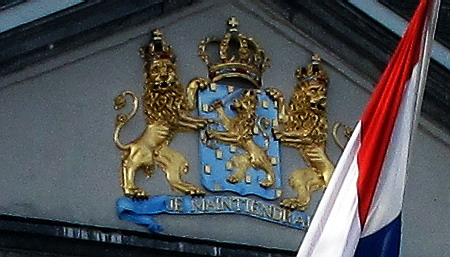
Detail fronton met Nederlandse wapen